# Tulare (South Dakota)
Tulare is een plaats (town) in de Amerikaanse staat South Dakota, en valt bestuurlijk gezien onder Spink County.

## Demografie
Bij de volkstelling in 2000 werd het aantal inwoners vastgesteld op 221.
In 2006 is het aantal inwoners door het United States Census Bureau geschat op 201, een daling van 20 (-9,0%).

## Geografie
Volgens het United States Census Bureau beslaat de plaats een oppervlakte van
0,7 km², geheel bestaande uit land. Tulare ligt op ongeveer 400 m boven zeeniveau.

## Plaatsen in de nabije omgeving
De onderstaande figuur toont nabijgelegen plaatsen in een straal van 32 km rond Tulare.